# Pnoepygidae
Pnoepygidae je nová čeleď malých zpěvných ptáků, dříve řazených do čeledi pěnicovití (Sylviidae). V současné době tvoří tuto čeleď asi 7 druhů ve dvou rodech.

## Fylogeneze a taxonomie
Při nejnovějších výzkumech bylo zjištěno, že příslušníci rodu Pnoepyga nepatří k žádné existující čeledi infrařádu Sylvioidea a proto byli umístěni do samostatné čeledi, která může být příbuzná cistovníkům nebo bulbulům. Další analýzy umístily tuto čeleď jako bazální čeleď kladu rákosníkovitých a příbuzných. Analýzy zahrnuly jen členy rodu Pnoepyga, i když na základě morfologické podobnosti patří do této čeledi s největší pravděpodobností i netestovaný rod Elachura a některé druhy rodu Spelaeornis.